# Morne Incapable
Morne Incapable är ett berg i Guadeloupe (Frankrike). Det ligger i den sydvästra delen av Guadeloupe, 12 km norr om huvudstaden Basse-Terre. Toppen på Morne Incapable är 955 meter över havet. Morne Incapable ingår i Les Mamelles.
Terrängen runt Morne Incapable är kuperad åt nordost, men åt sydväst är den bergig. Runt Morne Incapable är det ganska tätbefolkat, med 192 invånare per kvadratkilometer. Närmaste större samhälle är Saint-Claude, 8,9 km söder om Morne Incapable. I omgivningarna runt Morne Incapable växer i huvudsak städsegrön lövskog.